# Unagi

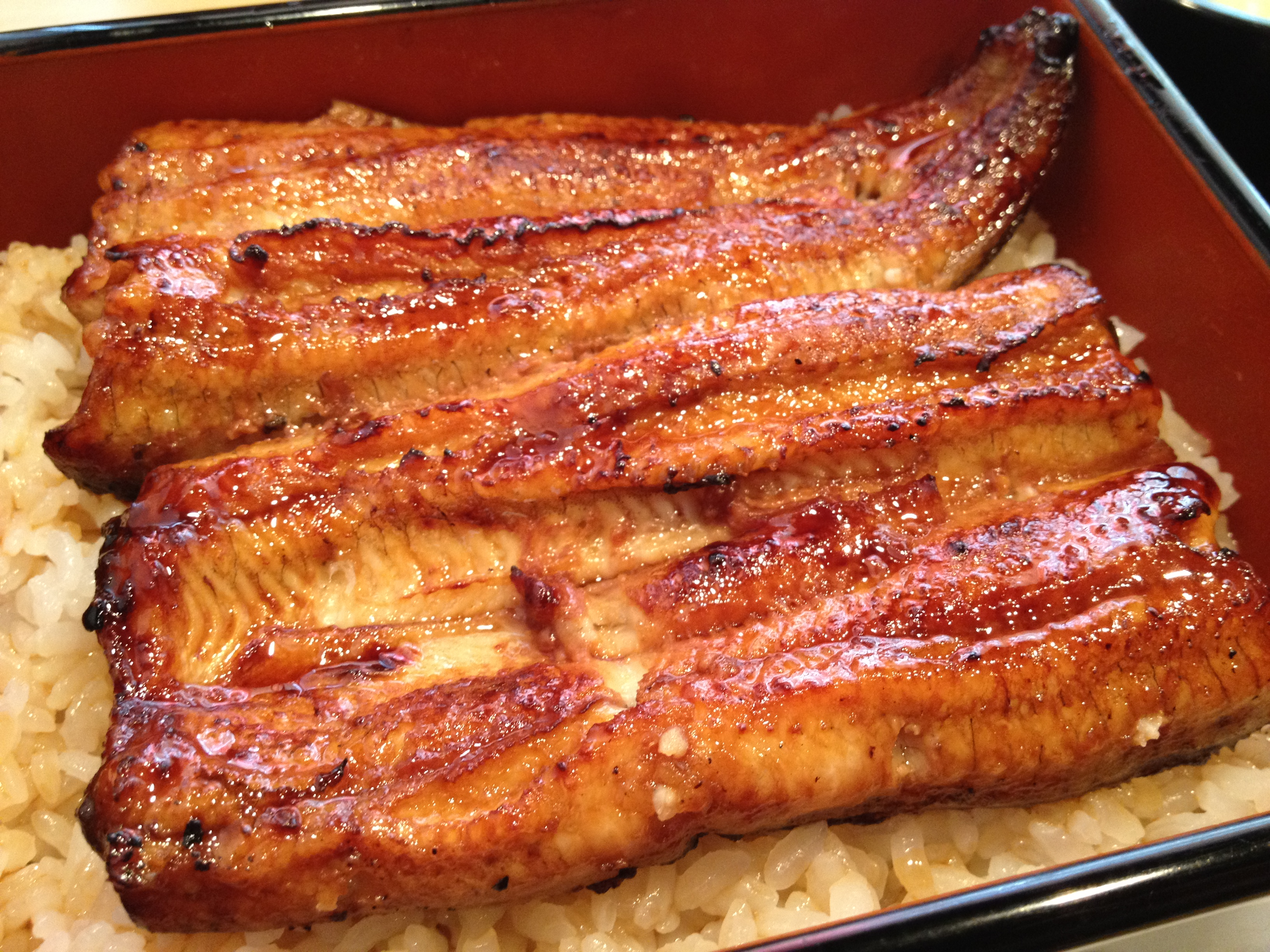
Unaju, ẩm thực unagi Nhật Bản

Unagi (ウナギ) là từ tiếng Nhật cho cá chình nước ngọt, đặc biệt là cá chình Nhật Bản, Anguilla japonica (日本鰻 nihon unagi). Unagi là một nguyên liệu phổ biến trong nấu ăn Nhật Bản, thường là kabayaki. Nó không nên bị nhầm lẫn với lươn nước ngọt và luơn nước mặn, đựoc biết đến là anago trong tiếng Nhật.

## Trong ẩm thực Nhật Bản
Unagi được phục vụ như là một phần của unadon (đôi khi viết unagidon, đặc biệt là trong các menu trong các nhà hàng Nhật Bản ở các nước phương Tây), một món ăn donburi với lươn thái lát phục vụ trên một lớp cơm. Một loại bánh quy ngọt gọi là bánh unagi làm bằng unagi bột cũng tồn tại. Unagi có nhiều protein, vitamin A và calci.
Nhà hàng unagi chuyên là phổ biến ở Nhật Bản, và thường có dấu hiệu cho thấy từ unagi với từ う của hiragana (phiên âm u), đó là chữ cái đầu tiên của từ unagi. Hồ Hamana ở thành phố Hamamatsu, tỉnh Shizuoka được coi là có unagi chất lượng cao nhất; kết quả là, hồ được bao quanh bởi nhiều nhà hàng nhỏ chuyên về các món ăn unagi khác nhau. Unagi thường được ăn trong mùa hè nóng bức ở Nhật Bản. Thậm chí còn có một ngày đặc biệt để ăn unagi, ngày giữa hè của tuổi Sửu (doyo no ushi no hi).
Unakyu là một biểu thức phổ biến được sử dụng cho sushi có chứa lươn và dưa chuột. Vì lươn là độc trừ khi nấu chín, lươn luôn được nấu chín, và trong thực phẩm Nhật Bản, thường được phục vụ với nước sốt Tare. Unagi được rang mà không cần bao bì và chỉ được nêm muối được gọi là "Shirayaki." 

## Sự bền vững
Seafood Watch, một danh sách tư vấn hải sản bền vững, khuyến nghị người tiêu dùng tránh ăn unagi do áp lực đáng kể đối với quần thể lươn nước ngọt trên toàn thế giới. Tất cả ba loài lươn được sử dụng làm unagi đã thấy kích thước quần thể của chúng giảm đáng kể trong nửa thế kỷ qua. Ví dụ, sản lượng khai thác của Lươn châu Âu đã giảm khoảng 80% kể từ những năm 1960. Bộ Môi trường Nhật Bản đã chính thức bổ sung con lươn Nhật Bản vào danh mục loài có nguy cơ tuyệt chủng của hoàng tử trong Danh sách đỏ các loài động vật khác nhau, từ đe dọa đe dọa đến vụ tuyệt chủng.
Mặc dù khoảng 90% lươn nước ngọt được tiêu thụ ở Mỹ được nuôi tại trang trại, nhưng chúng không được nuôi nhốt. Thay vào đó, lươn non được thu thập từ tự nhiên và sau đó được nuôi trong các thùng khác nhau. Ngoài việc làm giảm số lượng luơn hoang dã do quá trình này, lươn thường được nuôi trong những chiếc bút lưới mở cho phép ký sinh trùng, chất thải và bệnh tật chảy trực tiếp vào môi trường sống của lươn hoang, đe dọa thêm quần thể hoang dã. Lươn nước ngọt là động vật ăn thịt và như vậy được cho ăn các loại cá đánh bắt tự nhiên khác, thêm một yếu tố không bền vững khác vào các hoạt động nuôi lươn hiện tại.

## Liên kết ngoại
- Tư liệu liên quan tới Unagi tại Wikimedia Commons